# Les Griots
Les Griots est une revue francophone fondée en 1938 par un groupe d'intellectuels haïtiens.

## Historique
Les Griots sont créés en 1938 sous la direction de Carl Brouard. François Duvalier et Lorimer Denis partagent la fonction de rédacteur en chef tandis que Clément Magloire en est le secrétaire général. Les rédacteurs se constituent comme le « groupe des Griots ». Le nom des « Griots » renvoie aux maîtres africains de la parole, gardiens de la mémoire et de la sagesse populaire.
La revue se fixe comme objectif « de transmettre les résultats d’une réflexion approfondie sur les problèmes qui touchent la société haïtienne dans sa quête d’une identité et d’une place dans le monde ».
Chaque numéro est introduit par une « Déclaration » en guise d'éditorial. La première déclaration fixe les objectifs de la revue : « Aider à renforcer l’unité de l’ethnie haïtienne »,. Les Griots participent à l'élaboration d'une identité nationale au travers d'articles évoquant des sujets divers dont la religion, l'histoire ou encore l'économie. La revue cherche à « Faire appel à la collaboration de tous pour chanter le pays haïtien »,.
En dépit de son existence courte, la publication des trois numéros permet d'estimer « qu’il s’agit d’une publication extrêmement importante pendant ces années au cours desquelles la réflexion et le débat sur la culture et l’identité haïtienne s’intensifient ».

### Indigénisme haïtien
La revue s'inspire explicitement de l'indigénisme : « Formuler avec courage la doctrine littéraire et scientifique du Groupe des Griots afin de continuer l’œuvre de la Revue indigène et assurer la pérennité de notre mouvement dans la littérature nationale »,. L'indigénisme haïtien naît durant l'occupation américaine d'Haïti entre 1915 et 1934 et est lié à la Revue indigène parue en 1927. Cette revue était animée par Émile Roumer et Carl Brouard, futur directeur des Griots. Les aspirations haïtiennes exprimées à l'intérieur sont identiques à celles déjà publiées dans La Nouvelle Ronde fondée en 1925. Les intellectuels de l'indigénisme soutenaient « l’idée que pour rester lui-même, pour ne pas être acculturé, l’Haïtien devait demeurer « indigène » ».

« La mission des Griots est de mettre en valeur une civilisation haïtienne qui restait jusqu’alors dans l’ombre, par le biais de l’association métaphorique au royaume de Saba et à la tradition latine d’Occident. »

— Victoria Famin
Le public visé par les rédacteurs concerne plutôt les étrangers intéressés par la culture haïtienne et susceptibles d'être acquis à la cause.

### Une négritude singulière
Les Griots puisent dans l'œuvre de Jean Price Mars pour développer leur indigénisme haïtien. Il est aussi considéré comme le « père de la Négritude » selon la consécration de Léopold Sédar Senghor. D'après l'analyse de Victoria Famin, « la découverte ethnographique de l’identité haïtienne passe nécessairement par l’Afrique ». L'Haïtien doit d'abord tirer fierté de ses origines africaines avant d'assumer son identité propre.
Lorimer Denis et François Duvalier résument singulièrement les racines africaines de l'identité haïtienne :

« L’étude de nos origines africaines infiniment complexes (eu égard aux nombreux métissages opérés au cours de la durée sur la terre même d’Afrique) nous a amenés à la détection des éléments qui ont concouru à notre formation. – Transplanté sur le sol de Saint-Domingue, l’élément négroïde a subi un nouveau métissage avec la grand’race europoïde dans sa variété alpe-arménienne pour donner naissance à ce produit humain communément appelé les sang-mêlés. »

L'homme haïtien est conçu « non simplement comme une évolution de l’homme noir transplanté sur le sol américain, comme le fruit d’un métissage dans lequel la composante européenne joue un rôle ». Pour infléchir la tendance à l'imitation blanche, Carl Brouard vante les mérites du vaudou symbolisé par l'assotor et l'açon.
D'après Christopher Micklethwait, la revue des Griots combine « une forme de théorie raciale avec un effort pour créer une culture atavique à l’aide d’une Afrique considérée comme la genèse de l’identité haïtienne moderne ».

### Une revue paternaliste
Les auteurs adoptent une posture paternaliste en s'érigeant comme des experts ethnographes. Les Griots se conçoivent comme des hommes au-dessus du commun des Haïtiens et entendent être « les guides intellectuels, politiques et spirituels d’une population qui serait dans la détresse identitaire ». 
Lorimer Denis et François Duvalier identifient trois carences chez l'Haïtien qui le freinent dans son évolution : un manque de conscience ethnique, un manque de conscience nationale et un manque de conscience morale. Les  Griots se proposent de résoudre cela à travers leurs exposés qui prennent des accents scientifiques. 

## Journalistes desGriots
- Lorimer Denis
- Carl Brouard
- François Duvalier
- Clément Magloire-Saint-Aude
- Émile Roumer
- Félix Morisseau-Leroy

## Presse
- Les Griots dans Digital library of the Caribbean.